# Cosmopolites sordidus
Espèce
Cosmopolites sordidus (Germar, 1824), communément appelé Charançon du bananier, est une espèce de coléoptères de la famille des Curculionidae. C'est l'insecte ravageur le plus important des cultures de bananiers,.
L'utilisation de produits phytosanitaires à base de chlordécone pour le combattre, notamment dans les Antilles françaises , est à l'origine d'une pollution des sols et des eaux et d'une forte augmentation des cancers de la prostate.  L’insecticide a été autorisé jusqu’en 1993 dans les bananeraies  des Antilles  alors que sa toxicité était connue.